# Coleophora trilineella
Coleophora trilineella é uma espécie de mariposa do gênero Coleophora pertencente à família Coleophoridae.